# Zlata Bartl

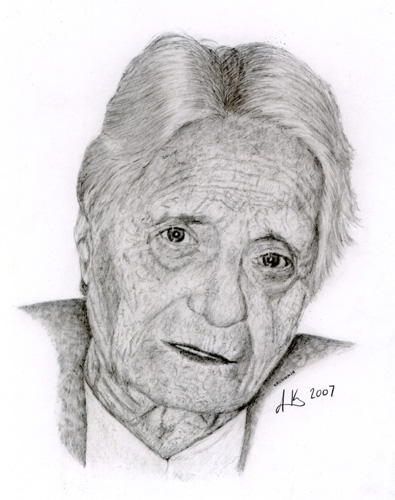
Zlata Bartl auf einem Kupferstich

Zlata Bartl (* 20. Februar 1920 in Sarajevo, Königreich Jugoslawien; † 30. Juli 2008 in Koprivnica, Kroatien) war eine jugoslawische Chemikerin.
In den Podravka-Laboren entwickelte man unter ihrer Leitung das Gewürz Vegeta. Dies brachte ihr den Namen Teta Vegeta (dt.: Tante Vegeta) ein.

## Leben
Zlata Bartl besuchte in Sarajevo die Volksschule und das Gymnasium. Nach ihrem Abitur studierte sie in Zagreb Philosophie, was sie dazu befähigte, in Sarajevo als Schulprofessorin zu arbeiten. Daneben schloss sie an der Naturwissenschaftlichen Fakultät der Universität Zagreb das Studium der Chemie, Physik und Mineralogie ab.
1956 ging sie nach Koprivnica, um als Laborantin bei Podravka zu arbeiten. Unter ihrer Leitung begann 1957 die Entwicklung und Produktion von Instantsuppen und 1958 die Produktion von Vegeta. 1976 ging Zlata Bartl in den Ruhestand.

## Auszeichnungen
- Silbernes Herz Podravkas (1972)
- Ehrenbürgerschaft der Stadt Koprivnica (2006)
- Auszeichnung für das Lebenswerk von Večernji list (2007)
- Red Danice hrvatske s likom Nikole Tesle (Orden des kroatischen Morgensterns mit dem Bild Nikola Teslas, vom Staatspräsidenten Kroatiens verliehen)
- Zlatna kuna für das Lebenswerk von der Hrvatska gospodarska komora

Podravka gründete 2001 ihr zu Ehren eine Stiftung für graduierte und postgraduierte Studenten.